# ROCK SHOCK (デモテープ)
『ROCK SHOCK』（ロック・ショック）は、1989年12月30日に発売されたGLAYとPIERROTによるオムニバスデモテープである。

## 概要
- GLAYとPIERROTの対バンライブにて配布されたテープで、それぞれのバンドのライブ音源が4曲ずつ収録されている。
- PIERROTには、発売後にJIROが加入している。1998年にメジャーデビューしたバンドPIERROTとは無関係。

## 収録曲
- A面

1. Ce Cest La Cest La (GLAY)
2. CANDY GIRL (PIERROT)
3. GOSPEL NEUROSE (GLAY)
4. Chilly November (PIERROT)

- B面

1. GROTESQUE (PIERROT)
2. LOVE VANISH (GLAY)
3. 100万ドルの涙 (PIERROT)
4. 鎮魂歌～レクイエム～ (GLAY)
5. epilogue (FALSETTO BROTHERS)